# Pétrobusien
Les pétrobusiens (ou pétrobrusiens) sont les disciples de Pierre de Bruys, prédicateur itinérant du XIIe siècle.
Ils suivaient les enseignements, considérés comme hérétiques par l'Église catholique et combattus notamment par Pierre le Vénérable abbé de Cluny : 
- Dans le Nouveau Testament, seuls les Évangiles étaient acceptés, et l'Ancien Testament était entièrement rejeté.
- Ils ne pratiquaient pas le baptême, les enfants ne comprenant pas la signification du fait de leur âge.
- L'eucharistie était proscrite.
- Aucun monument ne pouvait être dédié à Dieu ni à Jésus. Ils n'avaient aucun lieu de culte (Dieu pouvant être adoré partout) ni de croix.
- Ils étaient contre le célibat des prêtres, les jeûnes et les aumônes pour les morts (ainsi que les messes pour ces derniers).

## Postérité
Les pétrobusiens n'avaient pas de structure, rejetant la hiérarchie du clergé. Ses partisans, à la mort de Pierre de Bruys sur le bûcher en 1126, rejoignirent d'autres sectateurs, les henriciens, qui prônaient sensiblement les mêmes réformes. Toutefois, les deux sectes ne survécurent pas à la mort de Henri en 1147, après qu'il eut été livré à son évêque. 
Le caractère radical des réformes et la violence des partisans et de leur meneur Pierre, comme les prêches considérées comme véhémentes de Henri, entraîna une réaction rapide du clergé et la fin rapide de ces mouvements réformateurs.
Ils furent les précurseurs de l'Église vaudoise[Laquelle ?], laquelle existe encore, affiliée au protestantisme.
Dans l'Encyclopédie de Diderot et d'Alembert, les cathares sont considérés comme issus des pétrobusiens. 